# Alpendre

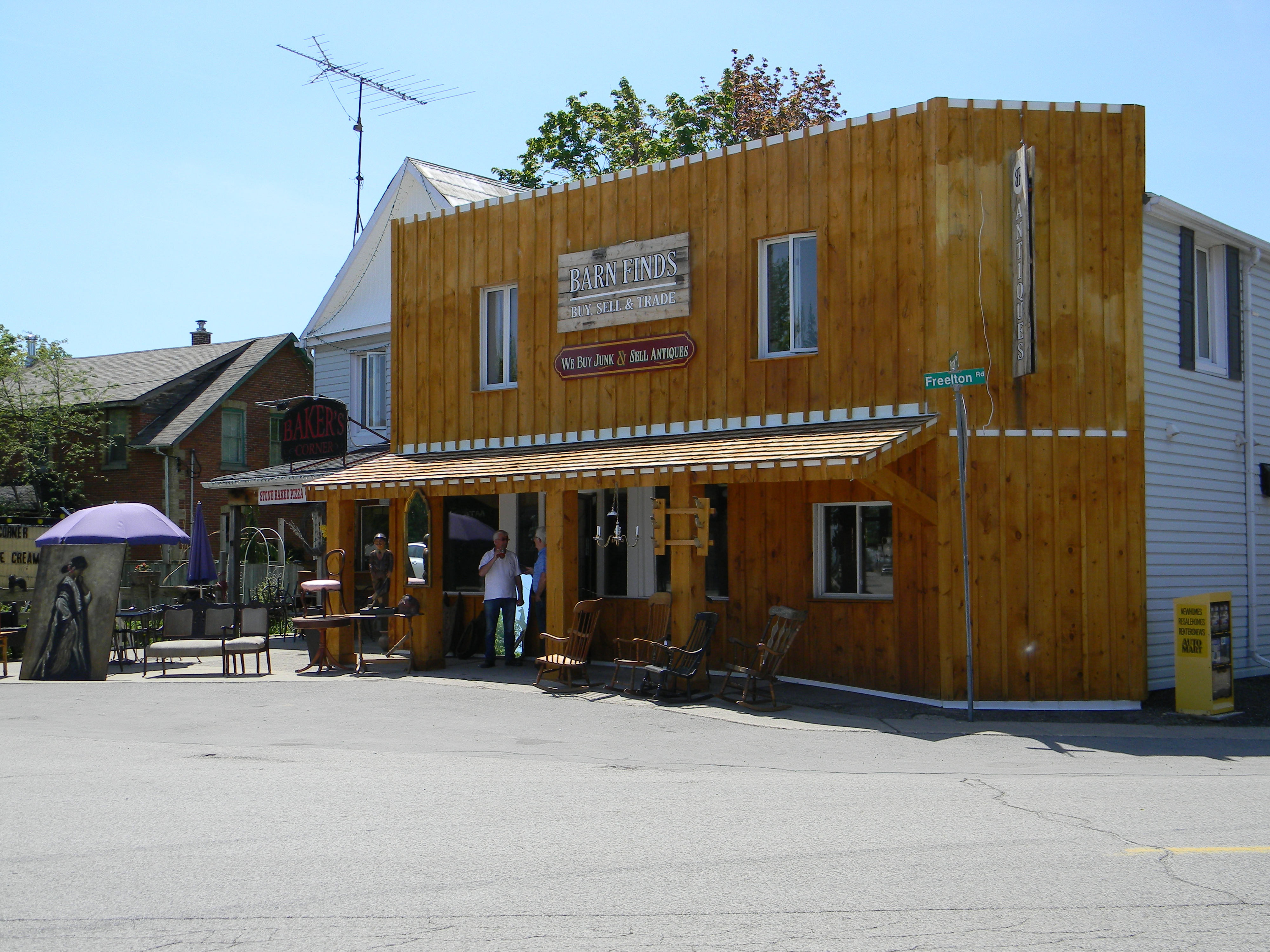
Um exemplo de alpendre em Hamilton (Ontário), no Canadá.

O alpendre, marquise ou marquesa (do francês marquise, "toldo"), é um tipo de varanda que estabelece uma graduação bastante marcada entre os espaços interiores e exteriores de uma residência, protegendo-a da incidência direta da radiação solar e da chuva. Normalmente, é entendido como uma faixa pavimentada sobre a qual avança o beiral do telhado que cobre a casa. Também costuma ser imaginado tradicionalmente como um corredor envolto de um lado por uma parede e do outro por uma arcada (de forma semelhante a um claustro) ou por uma sequência de pilares ou colunas. Por certos moradores de Murtede é entendido como o local de estender a roupa.

## Utilização
O alpendre é um elemento típico da arquitetura vernacular de regiões muito quentes, em geral tropicais. Possui papel de destaque na arquitetura bandeirista, verificada no estado de São Paulo durante o período da colonização portuguesa, como forma de adaptação ao clima e à terra. Nesse tipo de arquitetura, o alpendre assume um forte significado social de marcação de território. No caso da casa bandeirista, normalmente o quarto de hóspedes comunicava-se apenas com o alpendre, nunca com o interior da casa, isto é, o domínio da família.
No período colonial, o alpendre frontal é constante na arquitetura rural, enquanto que, nas cidades, o alpendre fica voltado para o fundo da casa, visando a privacidade.
A marquise também é comum em igrejas, nas quais, ao adentrar os portões e subir à marquise, há uma porta, geralmente um portal, que dá acesso ao templo. Ela existe, normalmente, em médias e grandes igrejas.

## Em Portugal
Em Portugal, faz-se uma diferenciação entre os termos "alpendre" e "marquise". Um alpendre pode ser o mesmo que telheiro, um espaço exterior coberto, como descrito acima. Já uma marquise é uma área, geralmente uma varanda, protegida por paredes envidraçadas.